# Isla Los Micos
Isla Los Micos är en ö i Colombia.   Den ligger i departementet Amazonas, i den sydöstra delen av landet, 800 km sydost om huvudstaden Bogotá.